# Gregorio Fontana
Gregorio Fontana (n. 7 decembrie 1735 la Nogaredo, Trento - d. 24 august 1803 la Milano) a fost un matematician italian, cunoscut pentru faptul că a introdus termenul de coordonate polare.
Fratele său fost fizicianul Felice Fontana.

## Biografie
După absolvirea studiilor, intră într-un ordin religios și este trimis ca profesor de matematică la Senigallia.
Ulterior preia o funcție similară la Universitatea din Pavia, ca succesor al lui Rudjer Josip Boscovich, ca apoi să devină șeful Catedrei de Matematică al acelei universități.
A deținut și funcția de comandant al armatelor italiene, fiind apreciat de Napoleon.

## Activitate științifică
A dedus geometric formula razei de curbură, când curbele sunt raportate la un anumit focar.
Această formulă a obținut-o din formula existentă în coordonate rectangulare printr-o transformare de coordonate.
A descoperit empiric o serie numerică a cărei sumă este numărul C.

## Scrieri
- 1763: Analiseos sublionioris Opuscula ("Lucrări de analiză superioară") (Veneția)
- 1763: Dissertations sur divers sujets de physique (Veneția), lucrare apărută și la Pavia în 1776.

În Analele Academiei de Științe din Pavia, a publicat 26 de memorii.
A tradus diverse lucrări, printre care și o Hidrodinamică.

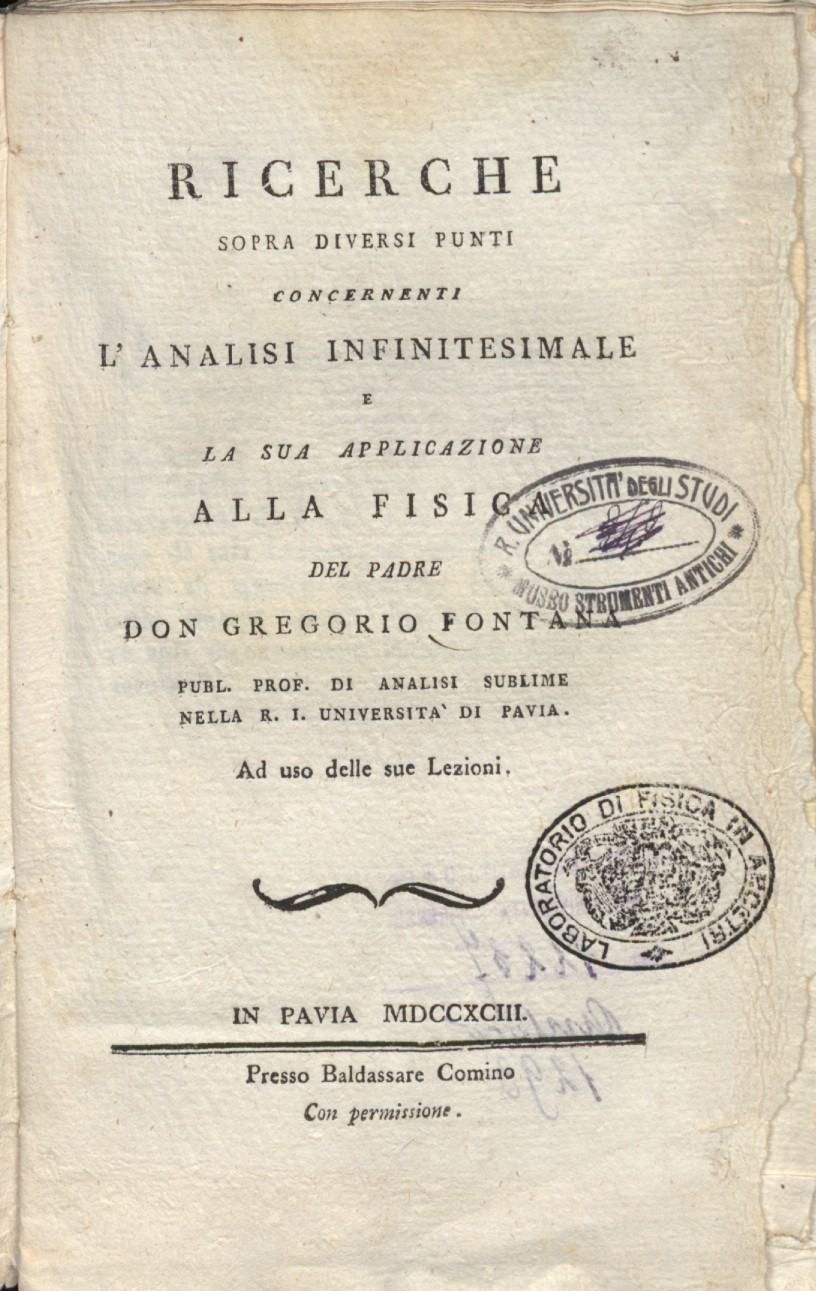
Ricerche sopra diversi punti concernenti l'analisi infinitesimale e la sua applicazione alla fisica, 1793